# Anosia woodlarkiana
Anosia woodlarkiana är en fjärilsart som beskrevs av Hans Fruhstorfer 1907. Anosia woodlarkiana ingår i släktet Anosia och familjen praktfjärilar. Inga underarter finns listade i Catalogue of Life.